# 拉克里克
拉克里克（法語：La Crique，法語發音：[la kʁik]）是法国滨海塞纳省的一个市镇，属于迪耶普区。

## 地理
拉克里克（49°41'26"N, 1°11'50"E）面积10.18 平方千米，位于法国诺曼底大区滨海塞纳省，该省份为法国北部沿海省份，其西部及北部濒大西洋英吉利海峡，东起顺时针与索姆省、瓦兹省、厄尔省和卡爾瓦多斯省接壤。
与拉克里克接壤的市镇（或旧市镇、城区）包括：博蒙勒阿朗、贝朗孔布尔、布拉克蒂、格里尼厄斯维尔、科地区蒙特勒伊、罗赛、瓦勒德锡。

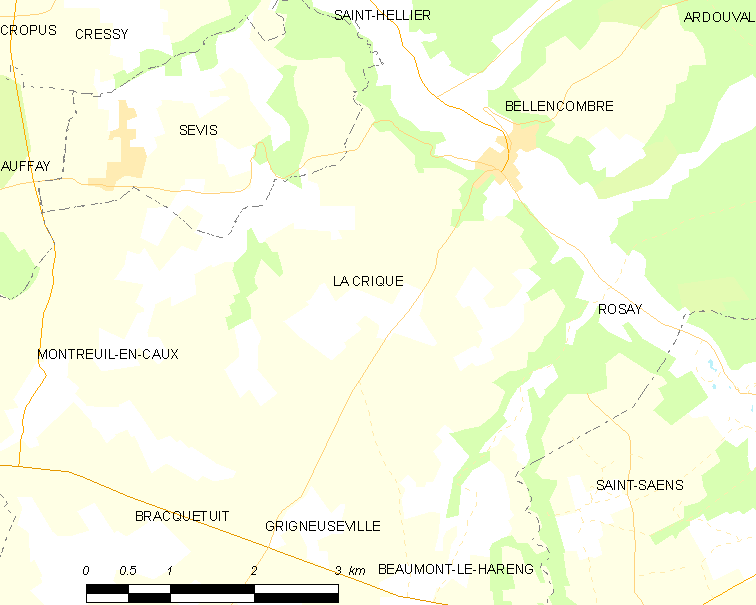
拉克里克的OSM定位图

拉克里克的时区为UTC+01:00、UTC+02:00（夏令时）。

## 行政
拉克里克的邮政编码为76850，INSEE市镇编码为76193。

## 政治
拉克里克所属的省级选区为布赖地区讷沙泰勒县。

## 人口

1962-2008年间拉克里克人口变化图示

拉克里克于2022年1月1日时的人口数量为367人。